# Augusto Grandi

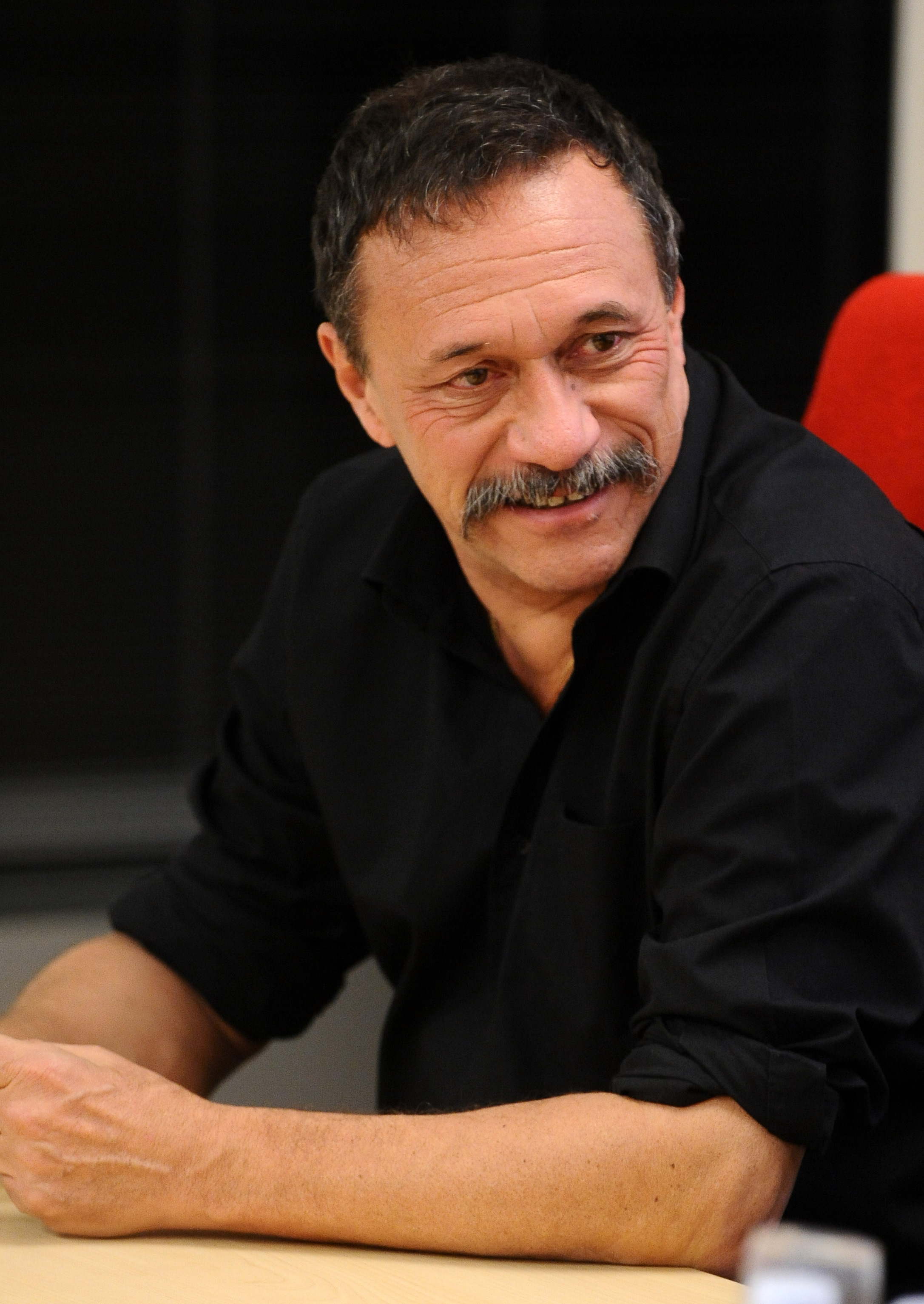
Augusto Grandi

Augusto Grandi (Torino, 21 marzo 1956) è un giornalista e scrittore italiano.

## Biografia
Dopo alcune esperienze in radio e testate locali, nel 1987 è diventato redattore del quotidiano economico Il Sole 24 Ore, come corrispondente per Torino, Piemonte e Valle d'Aosta.
Oltre all'ambito giornalistico si occupa di romanzi di narrativa e saggistica.
Nel 1997 ha vinto il "premio giornalistico Saint-Vincent" e nel 2011 è membro della giuria del "Premio Acqui Storia" nella sezione divulgativa.
Dal 2018 dirige Electo Magazine, giornale online di denuncia da lui fondato, il cui direttivo comprende anche l'avvocato Vittorio Maria Corelli (editore) Adriano Segatori e Federica Balza (vicedirettori).
Dal 2011 è senior fellow del Centro studi Nodo di Gordio con cui collabora attivamente nella stesura di diversi articoli a sfondo geopolitico. Nel 2020 ha assunto la presidenza del Centro studi Vox Populi
Dal 2011 sono itineranti in Italia le sue mostre fotografiche sullo sfruttamento del lavoro nel mondo e sulla condizione del lavoro femminile, realizzate nell'ambito del Festival Nazionale della Sicurezza promosso dall'associazione Elmo e dal comune di Pergine Valsugana (Trento), col patrocinio dell'OSCE.
Nel 2017 ha lasciato il Sole 24 Ore e ha condotto la trasmissione "Il Tafano" su Electoradio e su Radio Antenna 1 per un paio d'anni. Già editorialista sul mensile Espansione, collabora con la testata online "ongood".

## Riconoscimenti
- 1997 - Premio Saint Vincent - Servizi giornalistici
- 1997 - Giornalismo Solidale - Premio alla carriera
- 2008 - Premio Grinzane Montagna
- 2008 - Anguillarino d'Argento
- 2008 - Museo del Gusto di Frossasco - Premio alla carriera
- 2009 - Premio Aqui Ambiente - Sezione opere a stampa[6][7]
- 2010 - Officina delle idee - Premio alla carriera
- 2010 - Polesani nel mondo - Premio alla carriera

## Opere

### Narrativa
- Un Galeone tra i monti, Musumeci, 2002, ISBN 9788870326574.
- Baci e bastonate, Angolo Manzoni, 2007, ISBN 9788862040044.
- Razz. Politici d'azzardo, Daniela Piazza, 2009, ISBN 9788878892385.

### Saggistica
- Sistema Torino, Dario Musso Editore, 2002.
- Sistema Piemonte, Intergrafica.
- Lassù i primi. La montagna che vince, Daniela Piazza, 2008, ISBN 9788878892095.
- Eroi e cialtroni: 150 anni di controstoria, Politeia, 2011, ISBN 9788896461044.
- Il Grigiocrate, Mario Monti nell'era dei mediocri, Fuorionda, 2012, ISBN 9788897426165.
- Italia allo sbando. Lavoro, commercio, cultura. Fotografia di un declino, Eclettica, 2012, ISBN 9788897766520.

### Contributi
- Monferrato, 1998.
- Piemonte terra di emozioni, terra di golf, 2002, ISBN 9788870326000.
- Piemonte frontiere, Label, 2004, ISBN 9788890131905.
- Il Toro siamo noi, Toronews, 2006.
- Altri Risorgimenti - L'Italia che non fu (1841-1870), Bietti, 2011, ISBN 9788882482381.
- La profondità strategica turca nel pensiero di Ahmet Davutoglu, NdG, 2011.
- Oltre Lepanto. Dallo scontro di ieri all'intesa di oggi, NdG, 2012, ISBN 9788890735509.
- Corporativismo del III Millennio, AGA, 2013, ISBN 9788898809080.
- Verrà la morte e avrà i tuoi occhi. Storia semiseria della Signora degli esodati, Borghese, 2013.
- Da Baikonur alle stelle, NdG, 2013, ISBN 9788890735530.
- Viandanti tra due mondi, Il taccuino turco di Othmar Winkler, NdG, 2014, ISBN 9788890735547.
- Sbirri di regime. Crimini nel Ventennio, Bietti, 2015, ISBN 9788882483289.
- Il Sogno di Marco Polo. Proiezione della politica estera italiana dal Mediterraneo all'Asia centrale., NdG, 2016, ISBN 9788890735561.
- Le nuove reti euroasiatiche. Il ruolo dell'Italia lungo la Via della Seta, NdG, 2016, ISBN 9788890735578.
- Terre degli Argonauti, l'autonomia del Trentino-Alto Adige come modello per la convivenza tra i Popoli, NdG, 2016, ISBN 9788890735592.
- Notturni, Settimo Sigillo, 2016, ISBN 9788861481749.
- Il libro dei gatti immaginari, Jouvence, 2016, ISBN 9788878015548.
- Nuovi Figli di Enea,Geopolitica delle migrazioni: Mediterraneo e Balcani, NdG, 2017, ISBN 9788894276909.
- Digital Law | Maggioli | 2021 ISBN 9788891651969
- Camino Diferente | La Caravella edizioni| 2024 | ISBN 9791280346315